# بنفشه لبنانی
 بنفشه لبنانی(نام علمی: Viola libanotica) نام یک گونه از سرده بنفشه است.